# Гаривил (Луизијана)
Гаривил (енгл. Garyville) насељено је место без административног статуса у америчкој савезној држави Луизијана.

## Демографија
По попису из 2010. године број становника је 2.811, што је 36 (1,3%) становника више него 2000. године.
| Група             | 2000.         | 2010.         |
| Белци             | 1.283 (46,2%) | 1.265 (45,0%) |
| Афроамериканци    | 1.455 (52,4%) | 1.503 (53,5%) |
| Азијати           | 4 (0,1%)      | 0 (0,0%)      |
| Хиспаноамериканци | 20 (0,7%)     | 26 (0,9%)     |
| Укупно            | 2.775         | 2.811         |